# مرحبا بك في قاعة الرقص

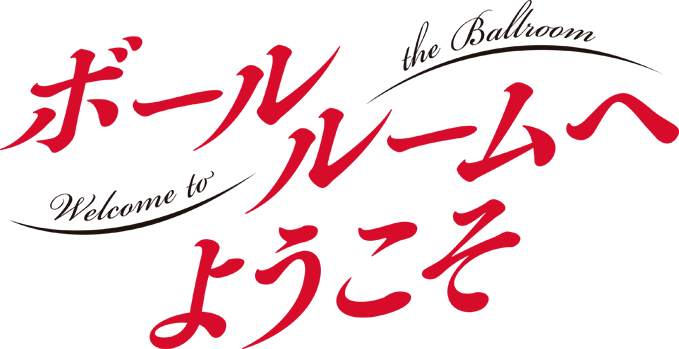
مرحباً بك في قاعة الرقص

مرحباً بك في قاعة الرقص (باليابانية: ボールルームへようこそ) مانغا يابانية من تأليف ورسم تومو تاكيويتشي، ومتسلسلة في المجلة منذ عام 2011 ولديها حتى الآن 10 مجلدات. واقتبست المانغا إلى مسلسل أنمي من إنتاج ستديو برودكشن آي جي عرض في 8 تموز 2017.

## القصة
القصة تتحدث عن فوجيتا التائه بلا هدف منذ المرحلة المتوسطة وليس لديه أصدقاء ولا يوجد هنالك شيء من الممكن أي يثير انتباهه، ذات يوم تعرض فوجيتا لهجوم من قبل عصابة وقام رجل غامض بإنقاذه عن طريق حركات غريبة، تلك الحركات لم تكن من معلم رياضة كاراتية بل من رقصة البولروم، انضم فوجيتا على مضض إلى تلك الرياضة وقام بأخذ بضعة دروس للمبتدئين ليقابل بعدها الفتى المعجزة في رقص البولروم شيزوكو.

## الشخصيات
- تاتارا فوجيتا (باليابانية: 富士田多々良)

مؤدي الصوت: شيمبا تسوتشيا
- كيوهارو هيودو (باليابانية: 兵藤清春)

مؤدي الصوت: نوبوهيكو أوكاموتو
- شيزوكا هاناوكا (باليابانية: 花岡雫)

مؤدي الصوت: أياني ساكورا
- كانامي سينغوكو (باليابانية: 仙谷要)

مؤدي الصوت: توشيوكي موريكاوا
- غاجو اكاغي (باليابانية: 赤城賀寿)
- ماكو اكاغي (باليابانية: 赤城真子)

مؤدي الصوت: سومير موروهوشي

## العاملون على الأنمي
- إخراج: يوشيمي ايتازو
- منسق القصة: كينيشي سيوميتسو
- مصمم الشخصيات: تاكاهيرو كيشيدا
- ملحن الموسيقى: يوكي هاياشي
- ستديو: برودكشن آي جي.

## الحلقات
| رقم الحلقة | عنوان الحلقة                                                                                            | تاريخ العرض الأصلي |
| ---------- | --- | ------------------ |
| 1          | «اهلاً بك في ستديو اوغاساوارا للرقص» "Ogasawara Dansu Sutajio e Yōkoso" (小笠原ダンススタジオへようこそ) | 8 تموز 2017        |
| 2          | «هيودو كيوهارو» "Hyōdō Kiyoharu" (兵藤清春)                                                             | 16 تموز 2017       |
| 3          | «ارقص الفالس» "Warutsu o odore" (ワルツを踊れ)                                                          | 22 تموز 2017       |

## روابط خارجية
- مرحبا بك في قاعة الرقص على موقع ANN manga (الإنجليزية)